# Rochehaut
Rochehaut (en wallon : Rotchô) est une section de la ville belge de Bouillon située en Région wallonne dans la province de Luxembourg.
C'était une commune à part entière avant la fusion des communes de 1977.

## Géographie
Rochehaut est une localité touristique de l'Ardenne située dans l'extrême ouest de la province de Luxembourg, dominant la vallée de la Semois et notamment le site de Frahan, village situé à l'intérieur de la boucle de Frahan, l'un des méandres de la rivière. Le site constitue un spot pour la pratique du parapente.

## Démographie
- Source: INS recensements population

## Histoire
En 1858, un projet de loi est soumis, qui a pour objet de former une nouvelle commune sous le nom de Rochehaut, formée des sections de Rochehaut et de Laviot faisant alors partie de la commune de Vivy et de la section de Frahan appartenant alors à la commune de Corbion.
Autrefois, cette région était un haut lieu de la production artisanale du tabac de la Semois. Il subsiste encore quelques séchoirs à tabac dans la région, notamment à Frahan, et la production actuelle se limite à quelques producteurs passionnés par la tradition.

## Patrimoine et culture

### Patrimoine architectural

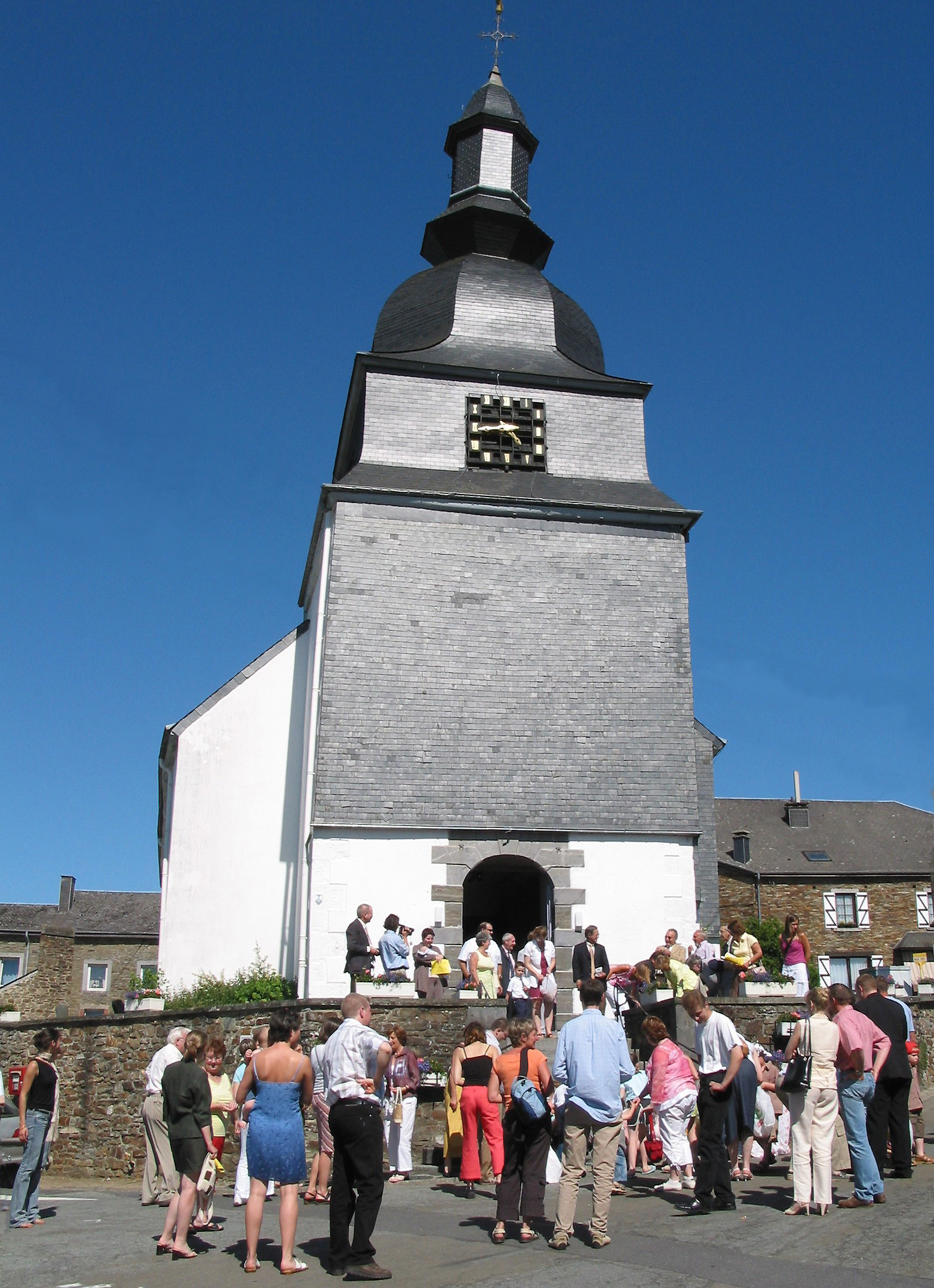
L'église Saint-Firmin.

L’église Saint-Firmin, située au centre du village, est classée au patrimoine de la Région wallonne.

## Économie

### Tourisme
La commune de Rochehaut abrite également la fameuse "Balade des échelles", un parcours de randonnée assez technique composé de différentes échelles.